# نشيد جمهورية الدومينيكان الوطني
نشيد جمهورية الدومينيكان الوطني (بالإسبانية: Himno nacional de la República Dominicana)‏، هو النشيد الوطني لجمهورية الدومينيكان.
أقيم أول عرض للنشيد الوطني لجمهورية الدومينيكان في 17 أغسطس 1883، لكنه قوبل بالاعتراض، لاحتواء كلمات النشيد على بعض الأخطاء التاريخية. تم تنقيح النشيد في عام 1897 .ثم  صدر في 7 يونيو من نفس السنة، قرار رسمي عن كونغرس جمهورية الدومينيكان يقضي باعتماد Himno Nacional، مع الموسيقى الأصلية له وكلمات النشيد (في نسختها المنقحة)، كنشيد وطني رسمي لجمهورية الدومينيكان.